# Ichneumon bituberculatus
Ichneumon bituberculatus är en stekelart som beskrevs av Bouche 1834. Ichneumon bituberculatus ingår i släktet Ichneumon och familjen brokparasitsteklar. Inga underarter finns listade i Catalogue of Life.